# Chrysotus parvulus
Chrysotus parvulus är en tvåvingeart som beskrevs av Van Duzee 1924. Chrysotus parvulus ingår i släktet Chrysotus och familjen styltflugor. Inga underarter finns listade i Catalogue of Life.